# Llom

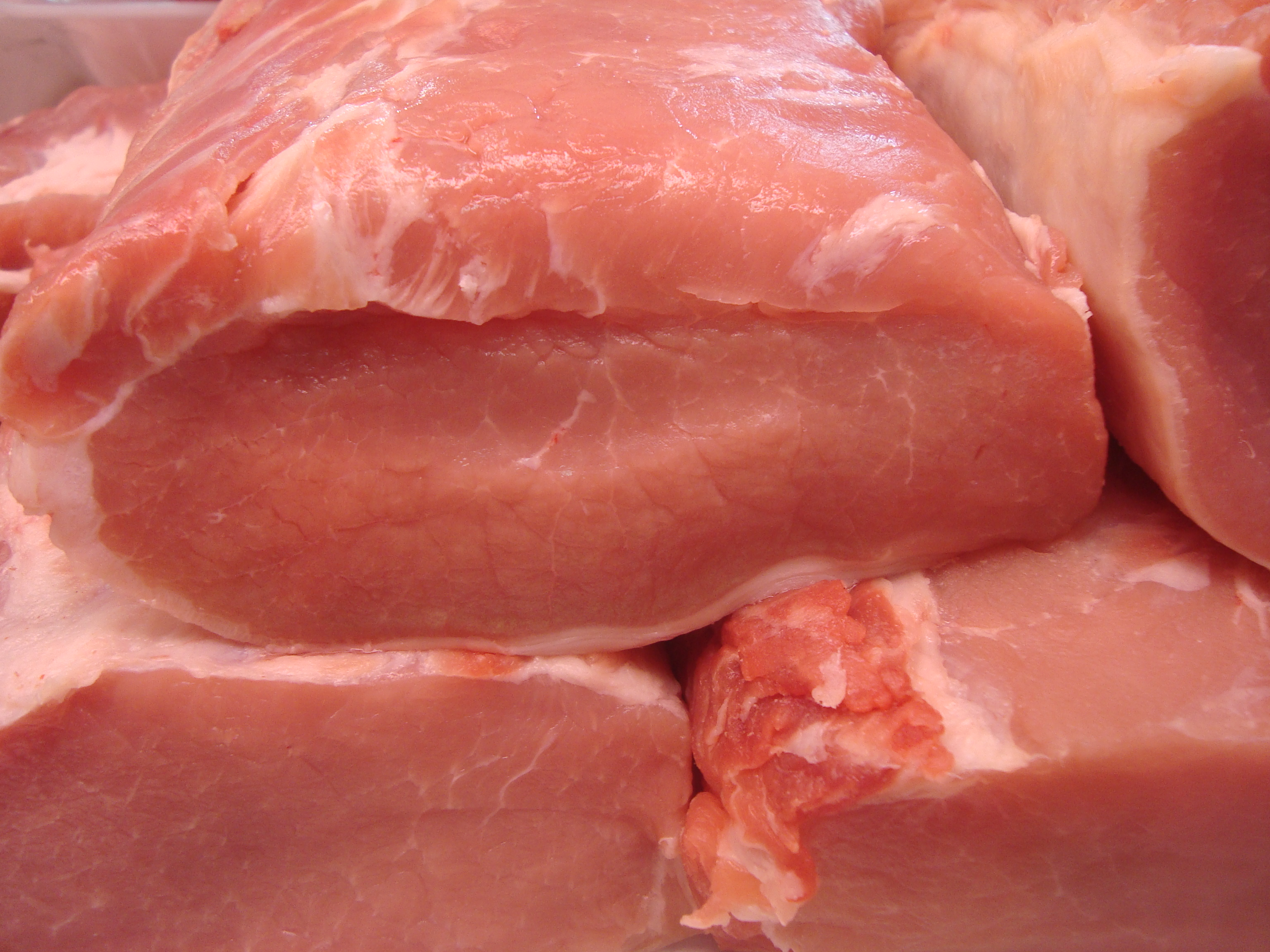
Tall de llom de porc

El llom és un tall de carn de la regió dorsal dels animals d'escorxador. Conté un conjunt de músculs que es troben als costats de la columna vertebral dels animals vertebrats. Així, doncs, cal distingir dues accepcions del terme «llom»: el llom com a tall de carn destinat al consum i el llom com a part de l'anatomia d'un gran nombre d'animals, es consideri o no aquesta part apta per a la gastronomia.
Per exemple, el llom del porc sol utilitzar-se per a la gastronomia, però el llom de les balenes, dels cocodrils o de les girafes, en general, no es destina al consum. En el cas del llom dels animals d'escorxador, criats en ramaderia, sol utilitzar-se el boví i el porcí.

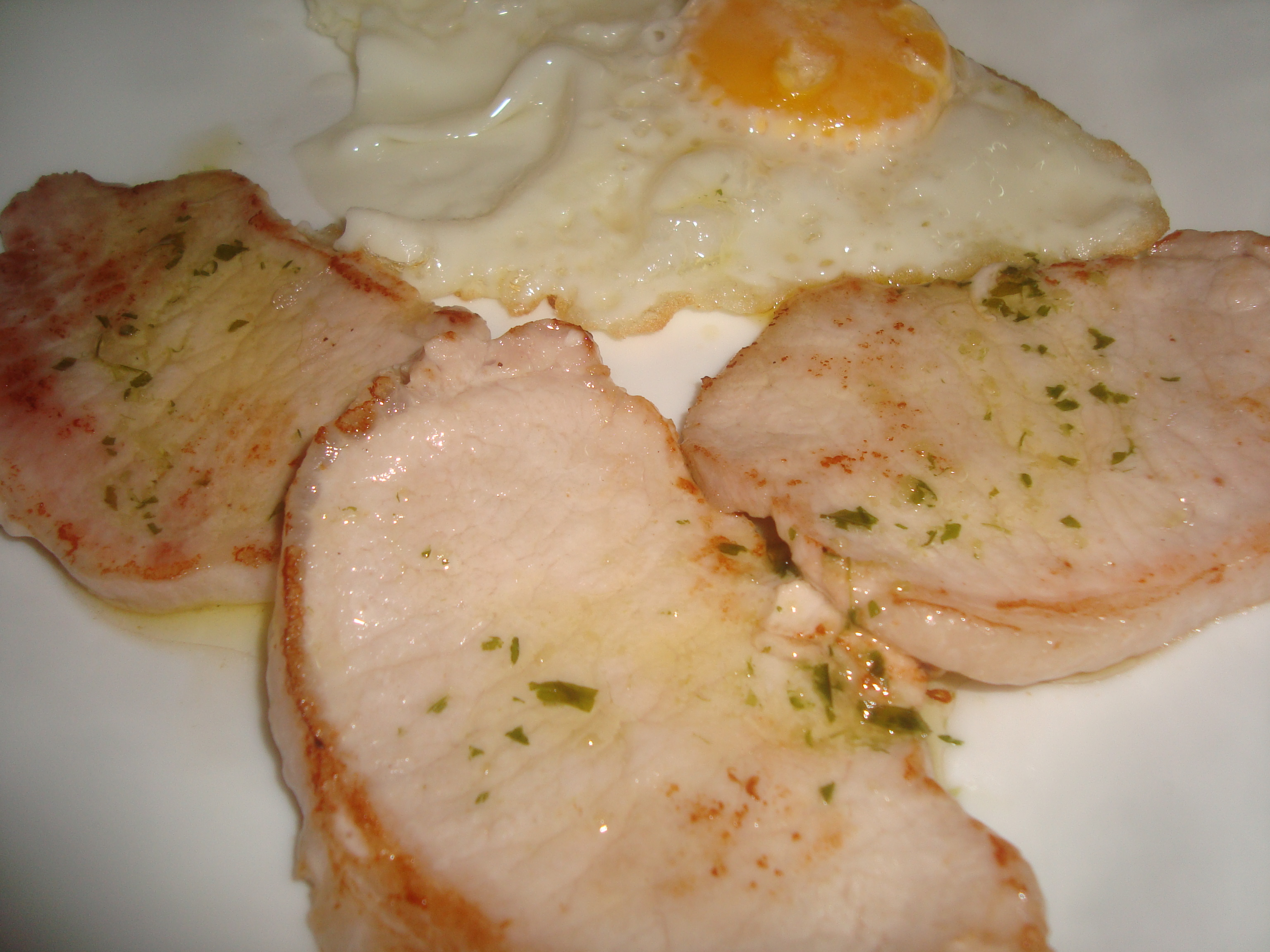
Llom cuinat a la planxa.

## Anatomia
La regió del llom es troba als costats de la columna vertebral entre l'última costella i el ilion (zona lumbar). La musculatura del llom, és a dir, els músculs esquelètics en direcció cap a l'estómac, són els músculs psoes major,els músculs psoes menors i els músculs lumbars. Els músculs són innervats a través de la ramificació anterior (Rami anteriors) del nervi espinal, a les seccions del llom de la medul·la espinal, i la pell de la regió lumbar de les ramificacions posteriors (Rami posteriors) d'aquests nervis.
El reg sanguini es realitza mitjançant les artèries del llom (artèries lumbars), que neix a partir de l'aorta.

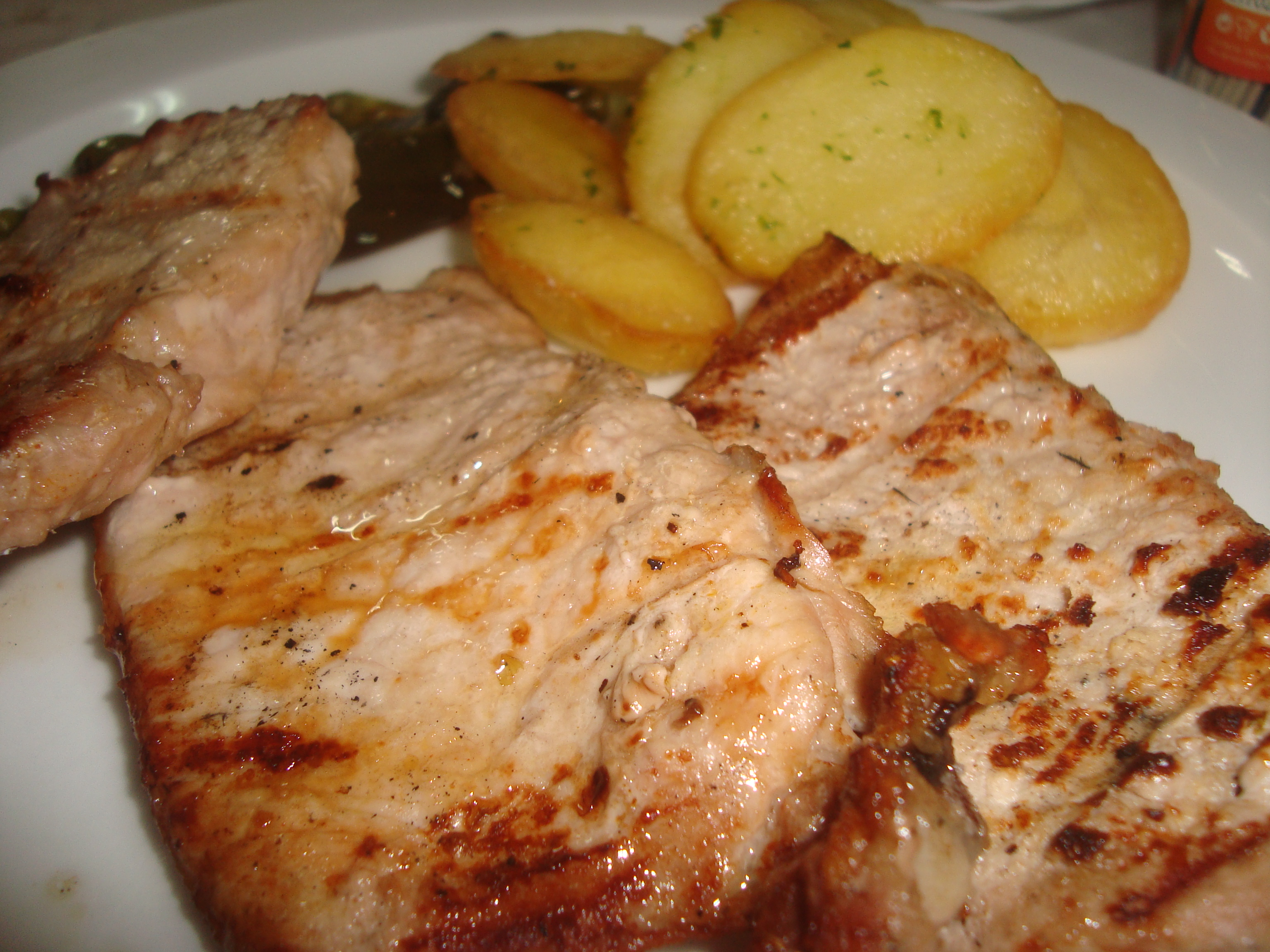
Llom cuinat a la brasa.

## Llom per al consum
La musculatura del llom de porc, vedella o d'altres animals d'escorxador és especialment suau i sol vendre's com a filet.